# Dominique Erbani
Dominique Erbani (Eymet, 16 agosto 1956) è un ex rugbista a 15 e dirigente sportivo francese, sempre legato all’Agen, nel quale militò dapprima nel ruolo di terza linea e del quale fu anche presidente per un breve periodo.

## Biografia
Cresciuto nell'Agen, debuttò in prima squadra nel 1976 e con il club del Lot e Garonna vinse due titoli nazionali francesi, nel 1982 e nel 1988.
Flanker, e talora anche numero 8, Erbani esordì in Nazionale nel 1981 a Brisbane in un test match contro l'Australia e partecipò a otto tornei consecutivi del Cinque Nazioni, dal 1983 al 1990, con cinque vittorie totali, di cui una in solitaria, una con il Grande Slam (1987) e tre a pari merito con un'altra Nazionale.
Fu anche nella rosa francese che prese parte alla Coppa del Mondo di rugby 1987 e giunse fino alla finale, poi persa, contro la Nuova Zelanda.
Disputò il suo ultimo incontro internazionale contro l'Inghilterra nel corso del citato Cinque Nazioni 1990.
Ritiratosi nel 1992, si dimise da funzionario di polizia per intraprendere la professione di rappresentante di commercio.
Nel 2000 fu anche per un breve periodo presidente dell'Agen, all'epoca in difficoltà finanziarie dovute al passaggio al professionismo: eletto nel luglio di quell'anno si dimise dopo soli cinque mesi in tale carica, in disaccordo con le scelte economiche della società che non raccolse le sue proposte.

## Palmarès
- Campionati francesi: 2
Agen: 1981-82; 1987-88
- Coppe di Francia: 1
Agen: 1982-83